# نبرد استحکامات موراکی
نبرد استحکامات موراکی (به ژاپنی: 村木砦の戦い) (۲۴ ژانویه ۱۵۵۴) یک نبرد در طول دوره سنگوکو (قرن ۱۶) و یکی از اولین پیروزی‌های اودا نوبوناگا جوان در مبارزه او برای متحد کردن اُواری در برابر قدرتمندی ایماگاوا یوشیموتو بود، که ارتشش به نواحی شرقی اُواری حمله کرده بود. در سال ۱۵۵۴ نیروهای خاندان ایماگاوا به یک قلعه متعلق به اودا نوبوناگا در چیرو، آیچی حمله کرده و آنجا را تصرف‌کردند. سپس به قصد حمله به قلعه متعلق به میزونو تاداواکه به سمت قلعه اوگاوا ja:緒川城 حرکت کردند. در پاسخ نوبوناگا از پدرزن خود سایتو دوسان تقاضای کمک کرد. دوسان حدود ۱۰۰۰ سرباز زیر فرمان آندو موریناری برای او فرستاد. نیروهای مشترک نوبوناگا و عموی وی اودا نوبومیتسو و همچنین میزونو تاداواکه توانستند در این نبرد مانع پیشروی نیروهای خاندان ایماگاوا شوند.

## زمینه
در بهار ۱۵۵۲، اودا نوبوناگا در هفده سالگی املاک خانوادگی را در بخش جنوب غربی ولایت اُواری (در اطراف قلعه ناگویا) به ارث برد. نواحی جنوبی ولایت توسط پسرعموهایش که در قلعه کیوسو مستقر بودند، اداره می‌شد. بخش‌های شرقی توسط دایمیوی قدرتمندی به نام ایماگاوا یوشیموتو که در آن زمان بر ولایت‌های مجاور ولایت میکاوا، ولایت توتومی و ولایت سوروگا نیز حکومت می‌کردند، و توسط دست نشاندگان آن‌ها، خاندان ماتسودایرا (بعدها توکوگاوا) از ولایت میکاوا، اداره می‌شد.
همچنین در بهار ۱۵۵۲، جنگ داخلی بین اودا نوبوناگا و اودا کیوسو در اُواری آغاز شد. در پاسخ، خاندان ایماگاوا به سمت غرب حرکت کردند و قلعه موراکی را در جنوب شرقی اُواری ساختند و یکی از دست نشاندگان نوبوناگا، میزونو نوبوموتو (عموی توکوگاوا ایه‌یاسو) را در قلعه او به نام قلعه اوگاوا محاصره کردند. یک دست نشانده دیگر متقاعد شد که قلعه تروموتو را تسلیم کند و اوگاوا را از بقیه قلمرو نوبوناگا جدا کند.

## جنگ
اودا نوبوناگا از پدر همسرش سایتو دوسان ارباب و دایمیوی ولایت مینو کمک گرفت. دوسان بلافاصله ۱۰۰۰ سامورایی را برای او فرستاد که نوبوناگا برای محافظت از قلعه ناگویا در برابر پسرعموهایش در قلعه کیوسو، آنها را موظف کرد و با خود به همراه نبرد. نوبوناگا ۸۰۰ آشیگارو (سرباز پیاده) ارتش خود را با نیزه‌های بلند و ۵۰۰ آشیگارو با تفنگ شمخال مجهز کرد. (که در آن زمان هنوز سلاح‌های جدیدی در ژاپن تنها در سال ۱۵۴۳ وارد شده بود) آنها توسط کشتی‌های بندر آتسوتا در جنوب ناگویا حرکت کردند و ۱۳ مایل در امتداد خلیج ایسه، پیاده شدند و در جنوب غربی قلعه اوگاوا حرکت کردند.
نوبوناگا پس از اینکه شخصاً به قلعه اوگاوا رفت تا از میزونو نوبوموتو در مورد وضعیت مطلع شود، ارتش خود را به سمت شمال پیش برد و به نیروهای ایماگاوا در قلعه موراکی حمله کرد.
نبرد موراکی اولین نبردی بود که استعداد نظامی نوبوناگا را نشان داد، نه تنها یک فرود دریایی در شبه‌جزیره چیتا به خوبی سازماندهی شده بود، بلکه سربازان مجهز به تفنگ شمخال نوبوناگا بارگیری مجدد هماهنگ و آتش رگبار را در جوخه‌های دوار اعمال کردند، که باروهای قلعه را در زیر آتش مداوم نگه داشت. خشونت تیراندازی، مدافعان را چنان ترساند که در اولین برخورد تسلیم شدند. روز بعد، نوبوناگا قلعه تروموتو را به همین ترتیب گرفت و آن را به آتش کشید و صاحبانش را نابود کرد تا عاقبت خیانت را به دست نشاندگانش نشان دهد. نوبوناگا سپس به قلعه ناگویا عقب‌نشینی کرد و از نیروهای دوسان تحت فرمان آندو موریناری که از این منطقه حفاظت کرده بودند، تشکر کرد. بعداً موریناری و نیروهایش به ولایت مینو بازگشتند.

## پیامد
نوبوناگا با غلبه بر تهدید خاندان قدرتمند ایماگاوا، شهرت زیادی در اُواری به دست آورد و برای نبرد نهایی با اودا نوبوتومو در قلعه کیوسو از این تهدید آزاد شد. سه ماه بعد، اودا نوبوناگا با خیانت افراد قلعه توانست قلعه کیوسو را تصرف کند و نیمه جنوبی اُواری را متحد کند.
گفته می‌شود نوبوناگا در صحنه نبرد اشک ریخت، زیرا بسیاری از سربازان او در این نبرد کشته شدند.